# Super Mama Djombo
Super Mama Djombo és una banda de Guinea Bissau que canta en crioll de Guinea Bissau. la banda va ser formada a mitjans de la dècada del 1960, en un campament d'escoltes, quan els seus membres eren només uns nois (el més jove tenia setze anys). Mama Djombo és el nom d'un esperit a la protecció del qual recorrien molts lluitadors durant la Guerra d'independència de Guinea Bissau.
En 1974 es va unir a la banda el seu líder políticament conscienciat, Adriano Atchutchi. El grup es va fer immensament popular al jove país, que havia guanyat la seva independència el mateix any. Sovint tocaran en els discursos públics del president Luís Cabral, i els seus concerts es van emetre en directe per ràdio.
En 1978 el grup va viatjar a Cuba i va aparèixer a l'onzè festival de música juvenil de l'Havana. A principis de 1980, van anar a Lisboa i van gravar sis hores de material. El primer àlbum Na cambança va ser publicat el mateix any, i la cançó "Pamparida", que es basava en una cançó infantil, es va convertir en un gran èxit a tot l'Àfrica occidental. El 1980, Cabral va ser enderrocat i el nou règim de João Bernardo Vieira ja no va donar suport a la banda. Tenien menys oportunitats d'actuar i es van separar el 1986. No obstant això, la banda sonora de la pel·lícula Udju Azul di Yonta de Flora Gomes (1993) fou gravada per Adriano Atchutchi i altres membres de la banda original sota el nom de Super Mama Djombo.
En 2012 Super Mama Djombo va fer una gira per Europa. La banda va incloure molts membrs de la seva formació original, com el bateria Zé Manel, el guitarrista Miguelinho N'Simba, ela percussionistes Armando Vaz Pereira i Djon Motta, junt amb nous membres com el guitarra solista Fernando Correia de la banda Freaky Sound. Encara que Adriano Atchutchi, el líder i compositor original de la banda, no forma part de la línia actual, el cop d'estat de 2012 a Guinea Bissau va tenir com a resultat que hagué de deixar el seu càrrec com a governador provincial quan els militars es van fer càrrec de les funcions del govern, de manera que va poder assistir a assajos per ajudar a la banda a preparar-se per la gira. La banda va dir que esperaven que la gira "mostrés a la gent que el so més fort de Guinea Bissau no és el foc, sinó el de la música."